# سودومیریتسه
سودومیریتسه (به لاتین: Sudoměřice) یک منطقهٔ مسکونی در جمهوری چک است که در ناحیه هودونین واقع شده‌است. سودومیریتسه ۹٫۳۲ کیلومتر مربع مساحت و ۱٬۲۶۷ نفر جمعیت دارد و ۱۸۲ متر بالاتر از سطح دریا واقع شده‌است.